# Carcass (glazbeni sastav)
Carcass je britanski ekstremni metal-sastav, kojeg se smatra jednim od pionira grindcorea, te jednim od prvih melodičnih death metal sastava.

## O sastavu
Osnovan je 1986. kao hardcore punk sastav pod imenom Disattack. Iduće godine mjenjaju ime te počinju svirati grindcore. Na njihovim idućim albumima primjetan je veći utjecaj death metala, dok se album Heartwork iz 1993. smatra jednim od prvih melodičnih death metal albuma. Sastav je prekinuo s radom 1995. godine, nakon čega je Michael Amott zajedno s bratom Christopherom osnovao Arch Enemy. Sastav se ponovo okupio 2007. radi nastupa na turnejama, no zbog zdravstvenih razloga, bez originalnog bubnjara Kena Owena, kojeg je zamjenjivao Daniel Erlandsson iz Arch Enemyja. Unatoč tome, Owen je još uvijek vezan uz aktivnosti sastava, te je i nastupao na nekoliko koncerata. Godine 2012., Erlandsson i Michael Amott napuštaju sastav kako bi se fokusirali na Arch Enemy. Umjesto njih, dolaze bubnjar Daniel Wilding i gitarist Ben Ash, te s novom postavom snimaju album nazvan Surgical Steel, prvi nakon čak 17 godina, koji je objavljen u rujnu 2013. godine pod diskografskom kućom Nuclear Blast.

## Članovi sastava
Trenutačna postava
- Jeff Walker – vokal, bas-gitara (1986. – 1996., 2007. – danas)
- Bill Steer – gitara, prateći vokal (1986. – 1996., 2007. – danas)
- Daniel Wilding – bubnjevi (2012. – danas)

Bivši članovi
- Ken Owen – bubnjevi, prateći vokal (1986. – 1996.)
- Carlo Regadas – gitara (1994. – 1996.)
- Sanjiv – vokal (1986. – 1987.)
- Michael Amott – gitara (1990. – 1993., 2007. – 2012.)
- Daniel Erlandsson – bubnjevi (2007. – 2012.)
- Ben Ash – gitara (2013. – 2018.)

## Diskografija
Studijski albumi
- Reek of Putrefaction (1988.)
- Symphonies of Sickness (1989.)
- Necroticism – Descanting the Insalubrious (1991.)
- Heartwork (1993.)
- Swansong (1995.)
- Surgical Steel (2013.)
- Torn Arteries (2021.)

EP-ovi
- The Peel Sessions (1989.)
- Tools of the Trade (1992.)
- The Heartwork E.P. (1993.)
- Surgical Remission/Surpulus Steel (2014.)
- Despicable (2020.)

Kompilacije
- Wake Up and Smell the... Carcass (1996.)
- Choice Cuts (2004.)

Demoalbumi
- Flesh Ripping Sonic Torment (1987.)
- Symphonies of Sickness (1988.)

## Vanjske poveznice
- Službena Facebook stranica